# Smashburger

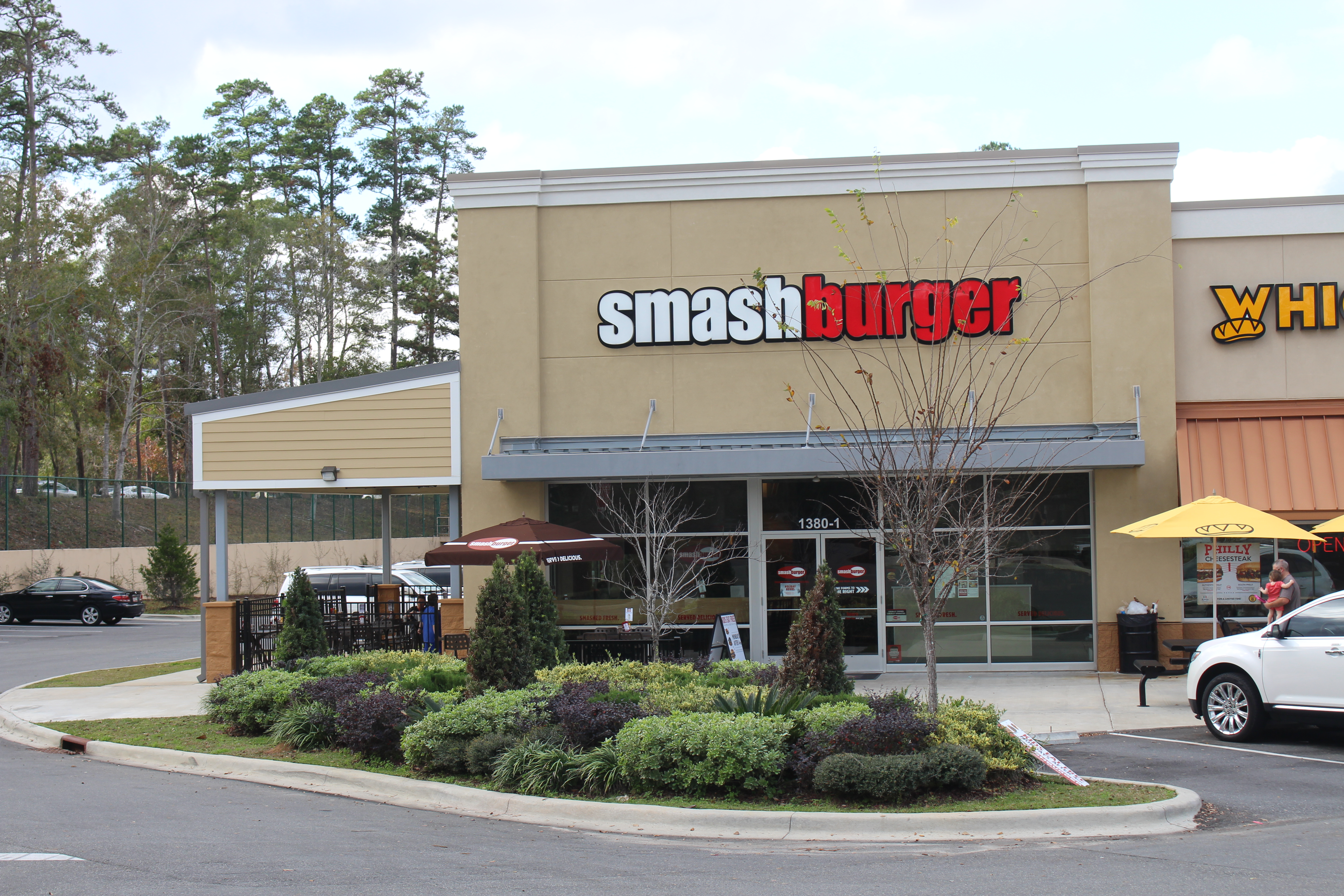
Un Smashburger en Floride.

Smashburger est une chaîne de restauration rapide américaine fondée en 2007 à Denver, spécialisée dans la vente de hamburger et plus particulièrement de smash burger,.
En 2015, Jollibee Foods Corporation, une multinationale philippine, entre au capital de l'entreprise à hauteur de 40 %.